# Каменка (приток Опира)
Каменка (укр. Кам'янка) — река в Стрыйском районе Львовской области Украины. Правый приток реки Опир (бассейн Днестра).
Длина реки 11 км, площадь бассейна 37,2 км². Типично горная река. Долина узкая, расположена между горами Сколевских Бескидов. Пойма в основном односторонняя или отсутствует. Русло слабоизвилистое, с каменистым дном и многочисленными перекатами и порогами. Есть водопады, в частности, Каменецкий водопад.
Берёт начало южнее села Каменка, на северных склонах хребта Зелемянка в Сколевских Бескидах. Течёт сначала на северо-восток, далее — на север и северо-запад (местами на запад). Впадает в Опир южнее села Дубина.